# Cocconotus lignicolor
Cocconotus lignicolor är en insektsart som beskrevs av Rehn, J.A.G. 1903. Cocconotus lignicolor ingår i släktet Cocconotus och familjen vårtbitare. Inga underarter finns listade i Catalogue of Life.